# Teucholabis (Teucholabis) aberrans
Teucholabis (Teucholabis) aberrans is een tweevleugelige uit de familie steltmuggen (Limoniidae). De soort komt voor in het Oriëntaals gebied.